# Каменець (Ґродзиський повіт)
Каменець (пол. Kamieniec, нім. Wiesensteindorf) — село в Польщі, у гміні Каменець Ґродзиського повіту Великопольського воєводства.
Населення — 1143 особи (2011).
У 1975-1998 роках село належало до Познанського воєводства.

## Демографія
Демографічна структура станом на 31 березня 2011 року:
|          | Загалом | Допрацездатний вік | Працездатний вік | Постпрацездатний вік |
| -------- | ------- | ------------------ | ---------------- | -------------------- |
| Чоловіки | 576     | 128                | 402              | 46                   |
| Жінки    | 567     | 107                | 366              | 94                   |
| Разом    | 1143    | 235                | 768              | 140                  |